# Hnutí za přímou demokracii

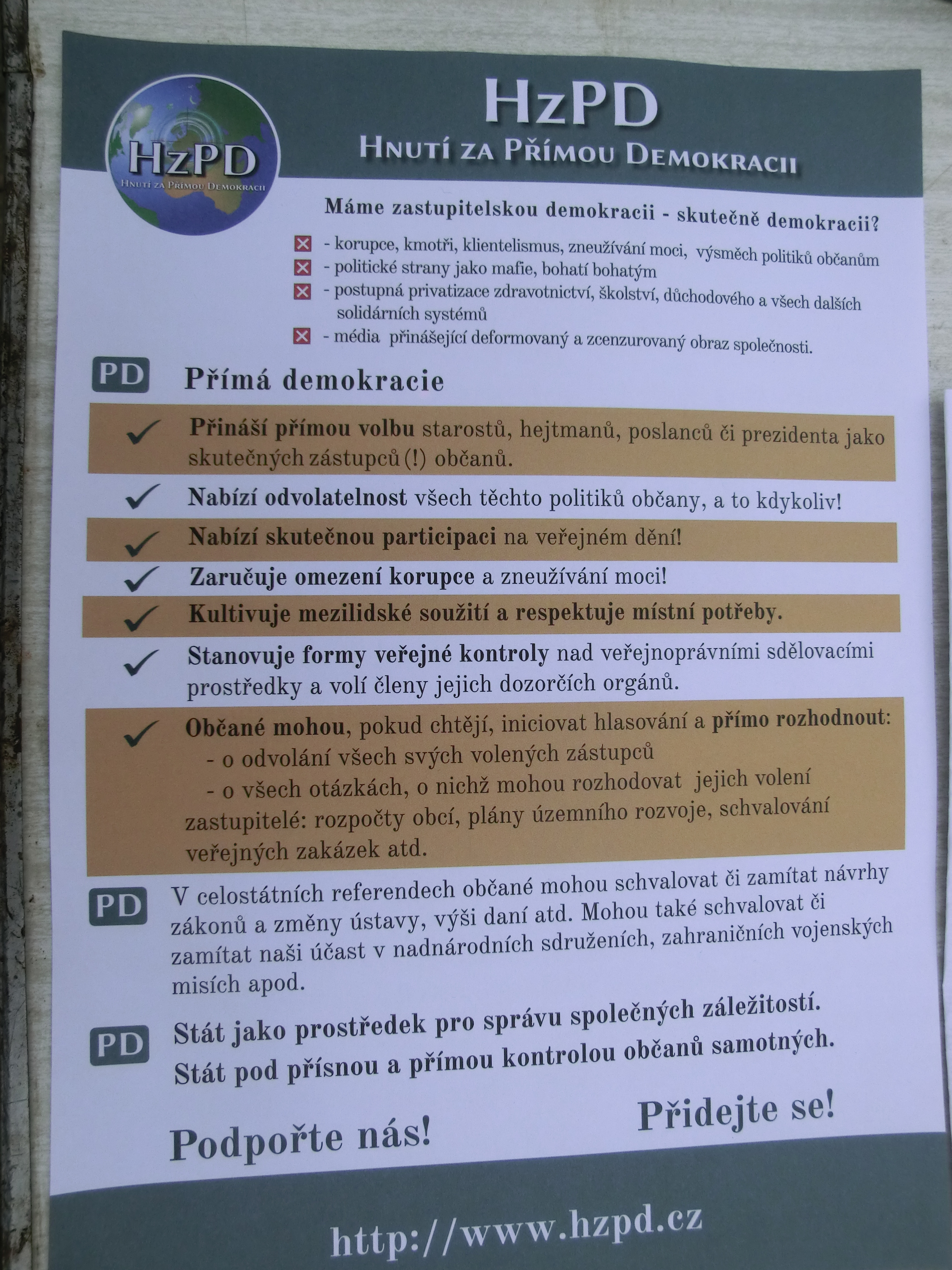
Propagační plakát HzPD

Hnutí za Přímou Demokracii (dále HzPD) je občanské sdružení založené v únoru 2001, usilující o změnu postavení občanů v politickém systému České republiky tak, aby se v souladu s Ústavou ČR stali skutečnými nositeli moci ve státě. HzPD se hlásilo k demokracii a humanitním hodnotám, jejichž plné naplnění spatřuje v systému přímé demokracie. HzPD nebylo spojeno s žádnou politickou stranou. Zakladatelem a mluvčím Hnutí za Přímou Demokracii byl filozof a pedagog Milan Valach.
Od roku 2021 je spolek neaktivní (podle § 125a zákona č. 304/2013 Sb.).

## HzPD a církevní restituce
V roce 2012 bylo HzPD iniciátorem kampaně proti přijetí Zákona o majetkovém vyrovnání s církvemi a náboženskými společnostmi (tzv. církevní restituce). Této kampaně se zúčastnilo více než 30 000 občanů ČR, kteří prostřednictvím internetových stránek HzPD odeslali e-mailovou výzvu poslancům a senátorům podporujícím přijetí tohoto zákona.

## Ekonomická demokracie
HzPD prosazovalo systém tzv. ekonomické demokracie, která má být alternativou stávajícího kapitalismu. Jejím základem je uplatnění demokratických principů v ekonomice a podnikání obdobně, jako je tomu v podnicích vlastněných zaměstnanci.

## Osobnosti podporující hnutí
Některé významné osobnosti, které otevřeně podpořily činnost HzPD (abecedně):
- Táňa Fischerová – herečka, spisovatelka, občanská aktivistka, politička, kandidátka do prezidentských voleb v roce 2013
- Jana Lorencová – investigativní novinářka, reportérka a redaktorka ČT, kandidátka do senátu v senátních volbách 2012
- Lenka Procházková – spisovatelka, bojovnice proti tzv. církevním restitucím, kandidátka do senátu v senátních volbách 2012[7]